# Ermida de Santo Amaro (Vila Franca do Campo)
A Ermida de Santo Amaro, também referida como Ermida de Santo Amaro de Além, localiza-se no concelho de Vila Franca do Campo, na ilha de São Miguel, Região Autónoma dos Açores, em Portugal.

## História
Este templo já se encontra referido por Gaspar Frutuoso que informa que estava situado "à porta de Miguel da Grã, na sua fazenda, no local chamado Relva, de Vila Franca do Campo".
O imóvel esteve por muitas décadas em mãos de particulares, e apenas em 1672 recebeu o primeiro legado de pessoa estranha, na pessoa do padre Manuel de Sousa Novais. Já por essa altura, havia uma irmandade com sede na ermida, irmandade que aparece novamente referida em 1684, no testamento do padre Miguel Tavares da Rocha.
Muito visitada e centro de animadas romarias por ocasião da festa anual em honra de Santo Amaro, era referida na visita efetuada à paróquia no ano de 1811 pelo então bispo da Diocese de Angra, D. José Pegado de Azevedo.
No contexto da Guerra Civil Portuguesa (1828-1834), em 1832 a ermida ficou interdita à prática do culto uma vez que foi utilizada como quartel por tropas fiéis a Miguel I de Portugal. Na petição do Vigário de São Pedro de Vila Franca do Campo, para levantar essa interdição, regista-se que a mesma foi profanada "pelo ajuntamento ilícito de alguns soldados com meretrizes que por ali apareciam". A interdição foi levantada no ano seguinte (1833), após a devida vistoria pelo Ouvidor eclesiástico, em nome do Governador do Bispado, e de novo benzida, conforme consta de auto datado de 14 de Janeiro daquele ano, transcrito no Livro de Visitas Pastorais daquela paróquia.